# Liv Beijer
Liv Beijer, född Berlin 29 maj 1905 i Borås, död 11 mars 1989 i Lomma, var en svensk teckningslärare och textilkonstnär. Hon var gift med Gottfried Beijer.
Beijer studerade vid Högre konstindustriella skolan i Stockholm där hon avlade en teckningslärarexamen. Hon har vid sidan av sitt arbete som teckningslärare arbetat med heminredningar och textilkonst.